# Edmund Beaufort (1. vévoda ze Somersetu)
Edmund Beaufort, 1. vévoda ze Somersetu (1406 – 22. květen 1455), občas označovaný i jako 2. vévoda ze Somersetu, byl anglický šlechtic a významná postava války růží i stoleté války.

## Životopis
Edmund Beaufort pocházel z rodu Beaufortů a byl čtvrtým synem Jana Beauforta, 1. hraběte ze Somersetu a Markéty Hollandové. Prarodiči z otcovy strany byli Jan z Gentu, vévoda z Lancasteru a Kateřina Swynfordová. Prarodiče ze strany matky byli Thomas Holland a Alice Fitzalanová, dcera Richarda Fitzalana a Eleanor z Lancasteru.
Jako mladý muž byl po bitvě u Baugne v letech 1420 až 1427 zajat a vězněn. Roku 1431 se stal velitelem anglických vojsk ve Francii. Poté, co roku 1436 dobyl zpět Harfleur, byl jmenován rytířem podvazkového řádu. Po několika dalších úspěších byl roku 1442 jmenován hrabětem z Dorsetu a příští rok markýzem z Dorsetu. Následující rok zdědil po svém starším bratru Johnovi titul hraběte ze Somersetu. V době pětiletého příměří v letech 1444 – 1449 zastával funkci správce Francie.
I když byl hlavním představitelem početné rodiny, cena jeho pozemků byla si jen 300 liber. Naopak jeho soupeř Richard, vévoda z Yorku vlastnil panství ceněné na 5800 liber. Snaha krále Jindřicha VI. kompenzovat tento nepoměr přidělením úřadů vynášejících asi 3000 liber ročně pouze zvyšovala závist a přispívala k napětí mezi ním a Richardem z Yorku. Další spor s Richardem Neville, hrabětem z Warwicku o práva na lordství Glamorgan a Morgannwg zřejmě Warwicka nasměrovaly do tábora spojenců Richarda z Yorku.
Jeho vojenské neúspěchy se staly terčem kritiky jeho nepřátel a poté, co roku 1449 vypukla válka ztratil Somerset další území. V létě roku 1450 byla anglická území v severní Francii ztracena a válečný střet se přesunul do Gaskoňska na jihu Francie. I zde byly snahy Angličanů neúspěšné a roku 1453 ztratili i tuto državu. Somersetova porážka u Kastiliónu zhatila všechny jeho naděje.
Somerset od roku 1431 soustřeďoval ve svých rukách téměř veškerou moc. Poté, co král Jindřich utrpěl záchvat duševní choroby byl jmenován Richard z Yorku jeho protektorem. Nechal Somerseta uvěznit v Toweru a kdyby se král Jindřich na počátku roku 1455 nezotavil, možná by ho nechal i popravit. Jindřich odvolal Richarda z jeho funkcí a vrátil je do rukou Somerseta a pod vlivem své manželky Markéty připravoval Richardovo obvinění ze zrady. Ten zareagoval tak, že v květnu roku 1455 shromáždil vojsko a utkal se s královým a Somersetovým vojskem v první bitvě u St Albans, která zahájila války růží. Somerset byl zabit v poslední divoké potyčce bitvy v domě kde hledal útočiště.